# 杏林醫院
杏林綜合醫院，簡稱杏林醫院，是一間由黃森川先生設立位於台灣台南的地區醫院，1975年（民國64年）開業，1993年（民國82年）6月1日因不實醫療記錄問題而停業。
由於醫院多種不明問題至今未釐清，醫院大樓於廢業後至今未被拆卸。曾被電視節目及民眾封為南市知名鬼屋之一而聲名大噪。
2018年（民國107年）12月建築被隔壁的京城銀行買下，並進行整修，目前部分營業空間作為店家使用。

## 概要
由台大醫院醫師黃森川、許博英與吳明輝共同共經營，位於台南市逢甲路上（後整併西門路一段），樓高五層，開業當時名氣響亮，其醫療技術更深獲時任台南市長張麗堂信任，並致贈匾額以示認同。

## 廢業原因
1991年（民國80年）間，因被查出偽造醫療紀錄、開立不實住院證明，詐領公務人員及勞工保險費用、財稅申報不實

等問題而被被勒令停業。1993年（民國82年）8月21日宣佈廢業。然而停業之後並未拆卸醫院建築物，以及留下許多醫院營業時器材及藥品，而被以訛傳訛醫院有靈異事件出現，之後更被電視節目及民眾封為臺南市知名鬼屋之一。

## 相关影视作品

### 電影
- 2020年臺灣電影《杏林醫院》，由林柏宏、太保、朱芷瑩、洪曉蕾主演。